# Gisslandramat i Beslan
Gisslandramat i Beslan ägde rum mellan 1 september och 3 september 2004 när Skola nummer ett i staden Beslan i Nordossetien i södra Ryssland intogs av separatister och fundamentalistiska islamistiska terrorister. Efter tre dagar bröts gisslandramat genom skottlossning mellan terroristerna och ryska säkerhetsstyrkor, varpå minst 338 människor dödades, varav 155 barn, och hundratals andra skadades. Flera av gisslantagarna lynchades av den uppretade folkmassan. Den enda av gisslantagarna som överlevde, tjetjenen Nurpasji Kulajev, åtalades och dömdes för bland annat mord och terrorism. 
Den tjetjenske separatistledaren och terroristen Sjamil Basajev tog senare på sig ansvaret för gisslantagningen.

## Historik

### Terroristernas krav
Terroristerna ska ha haft följande krav från början:
- Att tjetjenska krigare som arresterades tidigare i Ingusjien ska släppas.
- Att ryska trupper ska dra sig tillbaka från Tjetjenien.
- Att det ska inledas förhandlingar mellan Nordossetiens och Ingusjiens presidenter.

Efter dramats upplösning uppgav läkaren Leonid Rosjal att han överlämnade en lista med krav från terroristerna till Ingusjiens före detta president Ruslan Ausjev. Innehållet i denna lista är dock fortfarande okänt. Ausjev var den ende förhandlare som var inne hos gisslantagarna under dramats gång.

### Kronologi
Klockan 09:30, lokal tid, den 1 september 2004, på höstterminens första morgon, anlände en grupp på runt trettio män och kvinnor i en stulen Gaz-66-bil. Dessa stormade en skola i Beslan. Elever som går i skolan där är mellan sju och arton år gamla. De flesta av terroristerna bar svarta täckmasker och ett fåtal sågs bära sprängmedel i bältena. Efter en skottlossning mellan terroristerna och polisen, i vilken fem poliser dödades, intog terroristerna skolbyggnaden och tog drygt 1 100 personer som gisslan. Majoriteten av de gisslantagna var under fjorton år. Ungefär femtio personer ur gisslan lyckades fly till säkerheten under den första attacken. Det rådde förvirring kring hur många det fanns kvar i byggnaden, officiella källor talade om 350 personer i gisslan medan andra sa att där fanns så många som 1 500. Sedan hördes upprepad skottlossning från skolbyggnaderna, något som en del ansåg var för att skrämma de ryska säkerhetsstyrkorna. Det avslöjades senare att två kvinnor hade dödat tjugo personer i en skolkorridor under den första dagen.
På dramats tredje dag förefaller det som om några av gisslantagarnas sprängladdningar utlösts, vissa vittnen uppger att en laddning som varit dåligt fästad i taket på gymnastiksalen fallit ner och detonerat. I tumultet efter explosionerna flydde en grupp ur gisslan och uppger att de besköts från taket av gisslantagarna. Ryska styrkor skall då ha svarat med att storma byggnaden.
Vittnen uppger att de behandlats med tilltagande brutalitet under dramats gång. Alla förvägrades vatten och tvingades sitta stilla tätt packade i en mycket varm gymnastiksal.
Ryska och nordossetiska befattningshavare har kritiserats hårt för den katastrofala utveckling dramat fick. Under det avslutande tumultet lyckades gisslantagare ta sig ut ur byggnaden, civila och obehöriga befann sig också alldeles i byggnadens närhet och enligt uppgift hade civila som beväpnat sig också deltagit i stormningen.

### Efterspel
Senare under september månad 2004 lovade Rysslands president Vladimir Putin att i framtiden ta i med hårdhandskarna mot terrorismen.
Den ende kände överlevande av gisslantagarna, Nurpasji Kulajev, som var 24 år vid tiden för gisslandramat, dömdes den 26 maj 2006 till livstids fängelse för mord, terrorism och kidnappning. Kulajev pekade under rättegången ut Sjamil Basajev som hjärnan bakom dådet. Kulajev nekade till anklagelserna och hävdade under rättegången att han hade rekryterats till aktionen under förespeglingar om att målet för attacken var en militär postering i Beslan.